# سیارک ۴۸۷۳۶
سیارک ۴۸۷۳۶ (به انگلیسی: 48736 Ehime، نامگذاری:1997DL) چهل و هشت هزار و هفتصد و سی و ششمین سیارک کشف شده‌است که در ۲۷ فوریه ۱۹۹۷ کشف شد.